# Тобіас Гулліксен
Тобіас Ф'єльд Гулліксен (норв. Tobias Fjeld Gulliksen, нар. 9 липня 2003, Драммен, Норвегія) — норвезький футболіст, вінгер шведського «Юргордена».

## Ігрова кар'єра

### Клубна
Тобіас Гулліксен є вихованцем норвезького клубу «Стремсгодсет», з яким у 2019 році підписав свій перший професійний контракт. 26 червня 2020 року Гулліксен дебютував у першій команді в чемпіонаті Норвегії.
Влітку 2023 року Тобіас Гулліксен перейшов до клубу «Буде-Глімт», з яким підписав чотирирічний контрак. В тому ж сезоні разом з командою футболіст став чемпіоном Норвегії. Та вже у лютому 2024 року півзахисник перебрався до сусідньої Швеції, де підписав контракт на чотири роки із столичним «Юргорденом».

### Збірна
З 2023 року Тобіас Гулліксен захищає кольори молодіжної збірної Норвегії.

## Титули
Буде-Глімт
 Чемпіон Норвегії: 2023